# George Julian Harney
George Julian Harney (Deptford, 17 de fevereiro de 1817 - 9 de dezembro de 1897) foi um ativista político e jornalista inglês do Século XIX. As suas ideias socialistas e mais tarde marxistas fizeram-no abraçar a causa dos cartistas para a obtenção do sufrágio universal.

## Vida
Em 1845 Harney juntou-se à Liga dos Justos (mais tarde a Liga dos Comunistas), ele agora também estava associado a Karl Marx e Friedrich Engels. Depois de 1848/49, ele tentou em vão traçar o perfil do movimento cartista como uma "força proletária - revolucionária". Nesse sentido, deu aos periódicos Democratic Review e The Red Republican. Neste último, o Manifesto do Partido Comunista foi publicado pela primeira vez em inglês em 1850.
Em 1851 houve uma ruptura temporária com Engels e Marx. No final de 1852, Harney se aposentou em grande parte da vida política e, em 1862, mudou-se para Boston, onde trabalhou como secretário do governo de Massachusetts. Não foi até 1888 que ele retornou à Europa (Jersey). 1869 tornou-se membro da Associação Internacional dos Trabalhadores. A partir de 1888, ele escreveu uma coluna semanal para o Newcastle Chronicle e estava em constante correspondência com Engels.

## Obras
- The red Republican & The Friend of the people. Ed. by George Julian Harney. London 1850 – 1851 (Reprint Merlin Press, London 1966)
- The Democratic review of British and foreign politics, history, & literature. (Reprint Merlin Press, London 1966)
- The Anti-Turkish Crusade. A Review of a Recent Agitation, with Recollections on the Eastern Question. Boston, Mass. 1876
- Victor Hugo in Jersey. In: Athenaeum, London 20th June 1876